# Ella Campbell Scarlett

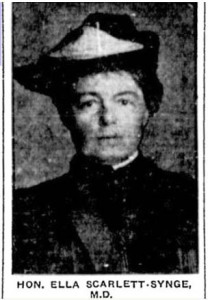
Ella Scarlett năm 1916

Ella Campbell Scarlett (22 tháng 11 năm 1864 - 1937) là một nữ bác sĩ người Anh đã trở thành nữ bác sĩ y khoa đầu tiên ở bang Bloemfontein, Nam Phi và là nữ bác sĩ đầu tiên tại Bệnh viện Hoàng gia Columbia ở Canada.

## Tiểu sử
Scarlett sinh năm 1864 tại Hội trường Abinger ở Surrey, Anh với cha mẹ là William Frederick Scarlett, Nam tước Abinger và Helen Scarlett, Phu nhân Abinger.
Năm 1897 Scarlett học ngành y tại Trường Y học Phụ nữ Luân Đôn và Bệnh viện Miễn phí Hoàng gia trong 5 năm, và đã dành một thời gian ở Hàn Quốc tại Tòa án Hoàng gia. Năm 1902 Scarlett tới Norvalspont, Nam Phi để phục vụ theo chỉ định của chính phủ, trong trại tập trung như một phần của Chiến tranh Boer. Scarlett sau đó chuyển đến Bloemfontein, nơi cô là thành viên của một ủy ban gồm sáu thành viên do Bộ trưởng Chiến tranh Anh bổ nhiệm để điều tra các điều kiện trong các trại tập trung (các thành viên khác của ủy ban bao gồm Millicent Fawcett và Jane Elizabeth Waterston). Năm 1903 Scarlett được bổ nhiệm vị trí bác sĩ tại trường Cao đẳng thông thường và Học viện Dames.
Năm 1907 Scarlett chuyển đến Edmonton, Canada, trong năm năm trước khi chuyển đến New Westminster. Năm 1915 Scarlett làm việc cho Hội Chữ thập đỏ Canada giảng dạy sơ cứu và điều dưỡng tại nhà, cũng như tổ chức Quân đoàn Dự bị Tình nguyện Phụ nữ đầu tiên của Canada  và trở thành bác sĩ phụ nữ đầu tiên tại Bệnh viện Hoàng gia Columbia. Vào tháng 8 năm 1915, Scarlett tới Serbia để phân phát vật tư y tế và thăm trại tù binh Anh ở Đức.